# Pandur (véhicule)
Pour les articles homonymes, voir Pandur.

Le Pandur est un véhicule blindé de transport de troupes autrichien conçu au début des années 1980 sur les fonds privés de la société Steyr en s'inspirant du Pegaso BMR-600 espagnol. Son nom fait référence aux gardes impériaux pandoures employés dans les armées de l’empire d'Autriche. 
Une version améliorée, le Pandur 2, est en production depuis 2006/2007 en Autriche, Portugal et Tchéquie

## Caractéristiques

### Mobilité
La transmission intégrale à six roues motrices  permet une conduite exceptionnellement souple, d'autant plus que le véhicule est équipé d'un système de gonflage des pneus centralisé (la pression des pneus peut être réglée par le chauffeur selon la nature du terrain), de sorte que le Pandur puisse rouler sans problème en terrain difficile ou guéer des rivières, des mares, des endroits marécageux.
Le moteur Steyr WD 612 est un moteur diesel six cylindres à quatre temps suralimenté développant une puissance 260 ch au régime de 2 400 tr/min son couple maximal est de 960 N m. Une version plus moderne du moteur WD 612 est apparue au milieu des années 1990, il s'agit du WD 612.95 développant 285 ch à 2 500 tr/min.
Le moteur est accouplé à une boîte de vitesses automatique Allison MT-653 DR (Deep Ratio) à cinq vitesses, elle intègre un convertisseur de couple disposant d'un embrayage de pontage.
La suspension du Pandur est mixte ; des bras oscillants et des amortisseurs hydrauliques à ressort assurent la suspension des roues avant et du milieu tandis que les roues arrière utilisent des barres de torsion.

### Protection
La protection balistique du Pandur est réalisée par une structure mécanosoudée de plaques d'acier haute dureté assurant une protection contre des balles de calibre 7,62 mm et les éclats de projectiles d'artillerie de 155 mm.
L'avant du véhicule peut recevoir un surblindage additionnel afin de protéger le Pandur contre les balles de calibres 12,7 mm ou de 14,5 mm sur un arc frontal de 60°.
La forme générale du Pandur a été spécialement conçue par ordinateur afin que les contours soient moins visibles à la caméra thermique et les formes ont été adaptées pour obtenir une signature radar la plus faible possible. 
La signature infrarouge est réduite grâce à l'utilisation d'une peinture spéciale absorbant les infrarouges tandis que le pot d'échappement est équipé d'un suppresseur pour diminuer la signature thermique des gaz d'échappement.
Le Pandur est peu bruyant et peut donc effectuer une approche de très près avant d'être entendu. 
Si les pneus sont atteints par des tirs, le véhicule peut continuer de rouler, grâce à des pneus dits « run flat » en caoutchouc dur, avec encore une sécurité suffisante.

## Variantes

### Pandur I modèle A (toit surélevé)
- véhicule de transport de troupes : pouvant transporter une section de 6 hommes.
- ambulance
- antichar
- dépanneur
- véhicule de commandement

### Pandur I modèle B (toit plat)
- amphibie
- mortier : intégrant un mortier de 120 mm.

### Slovénie
- Valuk : variante produite localement sous licence (85 exemplaires) possédant une rampe de débarquement.

### Belgique

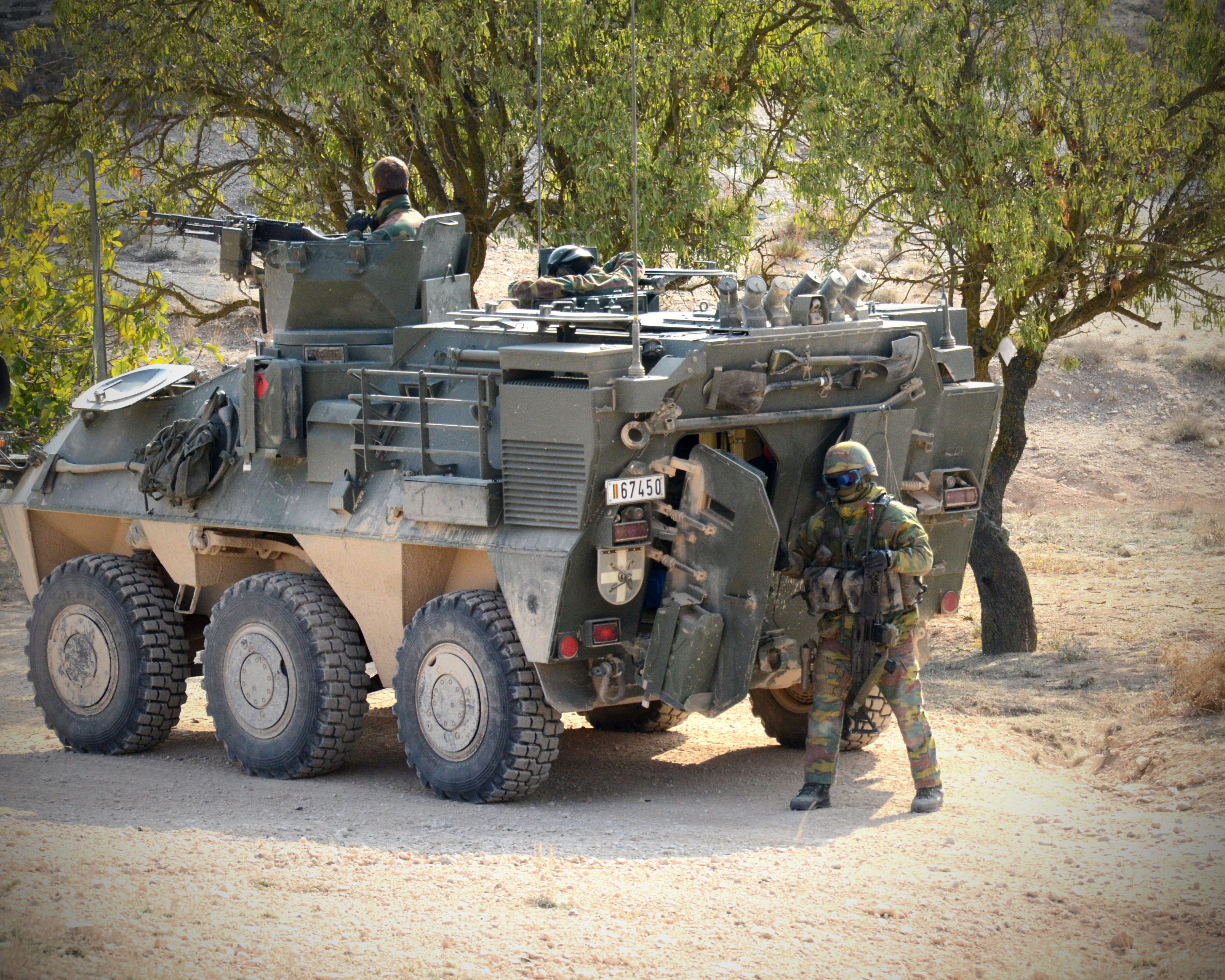
Un Pandur belge débarquant un groupe de combat durant l'exercice OTAN Trident Juncture, en 2015.

- Pandur Recce & Observation : comprenant un mât optronique télescopique d'une hauteur maximale de 5,3 m à partir du sol. Son extrémité contient trois optiques différentes; une caméra thermique (détection à 8 km, reconnaissance à 4 km, identification à 2 km), une caméra de jour avec écran couleur et zoom en continu et un télémètre (mesure jusqu'à 8 km). Le véhicule comprend également un système d'information tactique BMS (Battlefield Management System), d'un système de navigation avec compas magnétique et un GPS. 45 exemplaires sont utilisés par le bataillon de chasseurs à cheval.

- Pandur Ambulance :  10 exemplaires sont utilisés par la Composante Médicale. Le châssis est rallongé afin d'augmenter le volume intérieur.

- Pandur Maint : 4 exemplaires